# 兰福德·威尔逊
兰福德·威尔逊（1937年4月13日 – 2011年3月24日）是一位美国剧作家。 1972年，威尔逊獲頒古根海姆獎。 他又于1980年获得普利策戏剧奖，并于 2001年入选美国戏剧名人堂。 2004年，威尔逊入选美国艺术暨文学学会。他還获得過一次戏剧桌奖。